# Messebau

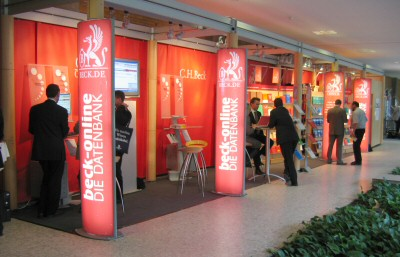
Messestand

Unter Messebau versteht man alle Tätigkeiten, die mit dem Bau von Messeständen zu tun haben. Dazu gehören die Planung, die Gestaltung, der Auf- und Abbau und oft auch die Einlagerung. In einem engeren Sinne bezeichnet Messebau auch nur die Tätigkeit der Handwerker, die Messestände nach vorgegebenen Plänen errichten.

## Voraussetzungen des Messebaus

### Messen und Ausstellungen
An Designschulen wird Messebau in der Regel in einem übergreifenden Fach Messe- und Ausstellungsgestaltung gelehrt, weil sich die gestalterische Arbeit für Messen und für Ausstellungen sehr ähnelt. Die Grenzen zwischen Messen und Ausstellungen sind fließend; oft wird auch sprachlich nicht zwischen ihnen unterschieden. Betrachtet man jedoch typische Messen und typische Ausstellungen, so werden die wesentlichen Unterschiede offenbar.
Messen sind Veranstaltungen, bei denen Wirtschaftszweige einen umfassenden Überblick über ihr Angebot geben. Sie finden regelmäßig statt, wenden sich vorwiegend an Handel und Industrie und dienen dem Verkauf der gezeigten Produkte.
Typische Messen sind Ordermessen, Investitionsgütermessen und Verbraucherausstellungen. Daran nehmen viele Aussteller teil, die ihre Waren, Dienstleistungen oder Ideen in voneinander getrennten, unterschiedlich gestalteten Messeständen präsentieren. Messen dauern in der Regel nur wenige Tage.
Messen können in die Kategorien Verbrauchermesse (Fokus auf ein allgemeines Publikum aus Konsumenten, siehe B2C, welches sich über das Angebot einer Branche informiert) oder Fachmesse, (Fokus auf Kontakt zu bestehenden oder potentiellen Kunden aus Industrie und Handel, für den Auf- oder Ausbau von Geschäftsbeziehungen, siehe B2B) unterteilt werden.
Ausstellungen sind Veranstaltungen, bei denen einzelne Wirtschaftszweige ihre Produkte zur Schau stellen; sie dienen in erster Linie der Information und nicht dem Verkauf. Ausstellungen gibt es als:
a) allgemeine Ausstellungen, wenden sich an die Allgemeinheit
b) Fachausstellungen, wenden sich mit einem speziellen Angebot in der Regel an Industrie und Handel
Typische Ausstellungen sind zum Beispiel Kunstausstellungen in Museen und didaktische Ausstellungen zu einem bestimmten Thema. Sie alle folgen einem jeweils einheitlichen Gestaltungsprinzip. Oft werden die Besucherströme durch Leitsysteme gelenkt. Typische Ausstellungen sind längerfristig angelegt. Wechselausstellungen dauern mehrere Wochen oder Monate, Dauerausstellungen mehrere Jahre.
Messebauer schaffen also kurzfristig angelegte Kleinausstellungen, die mit anderen Kleinausstellungen in unmittelbarer Nähe konkurrieren müssen. Außerdem haben viele Messestände nicht nur Ausstellungscharakter, sondern sollen auch Beratungen und Verhandlungen ermöglichen.

### Organisation des Messebaus
Die grundlegenden Entscheidungen über eine Messeteilnahme, das Budget und den Personaleinsatz sollten die Verantwortlichen für die Unternehmenskommunikation treffen, in Non-Profit-Organisationen die Verantwortlichen für Öffentlichkeitsarbeit. Das muss bereits ein halbes bis ein ganzes Jahr vor der Messeteilnahme geschehen, da die Nachfrage bei allen wichtigen Messen sehr groß ist. Kurzfristige Entscheidungen sind nur bei Regionalmessen sinnvoll.
Der eigentliche Messebau geschieht meist nicht im ausstellenden Unternehmen, sondern wird von freien Designern, Werbeagenturen oder spezialisierten Messebaufirmen geleistet. Dabei haben sowohl Spezialisten als auch Generalisten ihre Vor- und Nachteile: Während Messebaufirmen alle Details des Messebaus beherrschen, können Werbeagenturen und freie Designer, die auch andere Kommunikationsmaßnahmen des Unternehmens gestalten, die Messeteilnahme besser in die Gesamtkommunikation einordnen. Letztendlich entscheidend für den Erfolg ist aber die Zusammenarbeit zwischen Unternehmen und Gestaltern.

### Das Medium Messe
Jedes Medium hat seine Gesetzmäßigkeiten. Messebau kann also bestimmte Kommunikationsbedingungen ausnutzen.
- Messen sind Ereignisse.
- Menschen werden nicht von Vertretern belästigt, sondern sie kommen freiwillig zur Messe.
- Messebesucher gehören zu qualifizierten Zielgruppen. Sie interessieren sich für die Messethemen.
- Produkte können nicht nur beschrieben und abgebildet werden, sie können oft auch ausgestellt und vorgeführt werden.
- Messen erlauben persönliche Gespräche.

Diesen Vorteilen stehen auch Nachteile gegenüber:
- Messen sind teuer.
- Besucher kommen hochmotiviert zur Messe, werden dann aber von Reizen überflutet.

Messen bieten also viele Vorteile für viel Geld. Sinnvoller Messebau hilft, für dieses Geld möglichst viele oder ausgewählte Publikumskontakte zu schaffen.

## Besonderheiten des Messedesigns
Die allgemeinen Prinzipien des Kommunikationsdesigns gelten auch für die Gestaltung von Messeständen. Diese muss sich in der Regel dem Corporate Design unterordnen.
Anteil am Messebau haben auch die Hersteller von Baugruppen, aus denen Messestände zusammengesetzt werden. Hier werden Architektur, Innenarchitektur und Industriedesign zur Voraussetzung für Kommunikationsdesign.

### Aspekte der industriellen Formgestaltung
Die meisten Messestände werden nicht konventionell gebaut, sondern aus vorgefertigten Modulen zusammengesetzt. Diese Messebausysteme müssen folgende Eigenschaften haben:
- transportabel
- in wenigen Tagen auf- und abbaubar
- stabil
- wiederverwendbar
- Der Systemcharakter darf nicht zu sehr in den Vordergrund treten.
- Die Module müssen so vielfältig kombinierbar sein, dass sie individuelle Gestaltungslösungen ermöglichen.
- Falls keine spezialisierten Handwerker beschäftigt werden sollen, muss das System auch von Laien einfach aufzubauen sein.

### Aspekte des Kommunikationsdesigns

#### Kommunikationsschema für Messestände

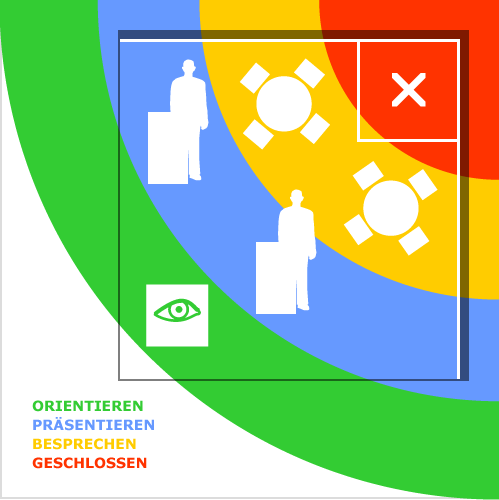
Das 4-Zonen-Kommunikationsschema für einen Eckstand

Bei der Konzeption von Messeständen geht man sinnvollerweise von vier Zonen aus, nach denen sich die Aufgabenbereiche von außen nach innen anordnen lassen.
1. Orientierungszone: In diesem äußersten Bereich orientiert sich das Publikum, was auf dem Messestand überhaupt angeboten wird und entscheidet, ob es den Stand betritt oder nicht. Dort muss also etwas platziert sein oder stattfinden, das die Aufmerksamkeit der wirklich Interessierten weckt und sie dazu verführt, sich genauer zu informieren.
2. Präsentationszone: Im nächstinneren Bereich wird das Angebot so präsentiert, dass sich Besucher selbstständig darüber informieren können. Berater stehen für erste Fragen zur Verfügung.
3. Besprechungszone: Im hintersten öffentlich zugänglichen Bereich oder in geschlossenen Verhandlungsräumen befinden sich Sitzgruppen für vertiefende Gespräche.
4. Funktionszone: Im publikumsfernsten Bereich befinden sich abgeschlossene Funktionsräume mit Küche, Garderobe, Lagermöglichkeiten u. a.

Diese gedankliche Aufteilung in vier Zonen lässt sich für alle Messestände nutzen. Ihre typische Ausgestaltung ist aber erst ab einer gewissen Standgröße möglich. Ein Kleinststand von 4 m² muss sich natürlich auf die Orientierungs- und Präsentationszone beschränken; die Funktionszone bildet vielleicht ein Karton.

#### Layout für Messestände
Beim Entwurf am Rechner sieht die Wand eines Messestandes genauso aus wie ein Blatt Papier. Dennoch unterscheidet sich das Layout für einen Messestand wesentlich von dem einer Buchseite oder eines Plakats. Alle Elemente, die nicht nur Dekoration sind, sondern vom Besucher bewusst wahrgenommen werden sollen, müssen ungefähr in Augenhöhe liegen (bei ca. 170 cm). Die maximale Ober- und Untergrenze bildet die Greifhöhe (von ca. 230 cm bis ca. 80 cm). Oberhalb der Greifhöhe stehen nur sehr auffällige Elemente, die eine Fernwirkung über die Grenzen des Messestandes hinaus erzeugen sollen. Unterhalb der Greifhöhe befinden sich manchmal Beschreibungen für Exponate oder Ähnliches. Solche Texte müssen auf einem schrägen Pult oder waagerecht liegen, damit sie bequem von oben gelesen werden können.
Schriftgrößen bemisst man im Messebau sinnvollerweise nicht in Punkt, sondern in Zentimetern. Eine Faustregel besagt, dass 1 m Leseabstand 1 cm Schriftgröße erfordert.

#### Objekte und Aktionen
Eine besondere Bedeutung im Kommunikationsdesign für Messen haben Objekte und Aktionen. Auf Messeständen finden zwar auch Texte und Bilder ihren Platz, aber an konkrete Objekte und Aktionen kann man sich besser erinnern.
Objekte können die angebotenen Produkte sein, die die Besucher eventuell anfassen und ausprobieren können. Sehr einprägsam sind oft auch vergrößerte oder verkleinerte Modelle der Produkte.
Aktionen, bei denen die Besucher mit einbezogen werden, werden besser erinnert als reine Vorführungen.

## Anordnung der Messestände im Raum
Wie in einer Stadt mit Häuserzeilen, Straßen, Plätzen und einzeln stehenden Gebäuden sind die meisten Messestände in Reihen angeordnet. Dazwischen befinden sich Gänge und Aktionsflächen. Große Messestände stehen oft einzeln.

### Standarten

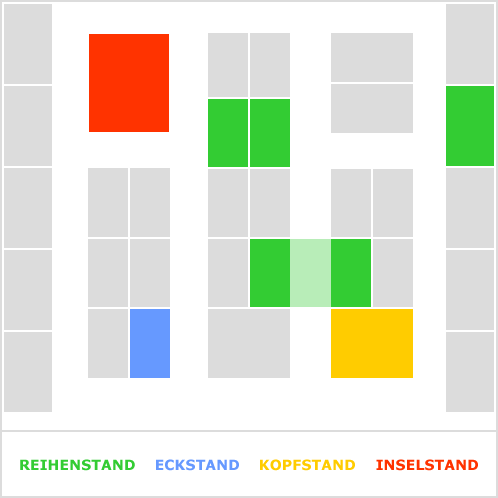
Die vier Standarten in einer Messehalle

Aus der Anordnung der Messestände im Raum ergeben sich vier klassische Standarten, die sich in der Anzahl der publikumsoffenen Seiten unterscheiden:
- Der Reihenstand oder auch Durchgangsstand ist nach einer Seite hin offen und grenzt mit drei Seiten an die Nachbarstände.
- Der Eckstand befindet sich an einem Reihenende und hat zwei offene Seiten.
- Der Kopfstand ergibt sich aus der Zusammenlegung zweier benachbarter Eckstände. Er hat drei offene Seiten und eine Rückwand.
- Der Inselstand oder auch Blockstand genannt steht einzeln. Theoretisch kann er nach allen Seiten hin offen gestaltet werden; praktisch bleibt eine Seite oft durch Funktionsräume geschlossen.
- Der Etagenstand verfügt über mehrere Etagen. In der Regel handelt es sich um eine zusätzlich überdachte Etage, die für unterschiedliche Zwecke genutzt werden kann.

Entsprechend den unterschiedlichen Kontaktmöglichkeiten werden Flächen für Inselstände mit dem höchsten Quadratmeterpreis vermietet und Flächen für Reihenstände mit dem niedrigsten. Allerdings lassen sich auch Reihenstände so kombinieren, dass die Aufmerksamkeit des Publikums stärker gefesselt wird. Das kann entweder durch die Einbeziehung des Ganges zwischen zwei oder mehreren gegenüberliegenden Reihenständen erreicht werden oder durch die Schaffung einer Verbindung zwischen zwei Hallengängen. Etagenstände bieten zudem die Möglichkeit den Platz durch eine weitere Etage zu erweitern – beispielsweise als Rückzugsort für persönliche Kundengespräche, als ergänzende Präsentationsfläche oder als Lagerbereich für Marketingequipment wie Aufsteller, Flyer/Broschüren oder Werbegeschenke.

## Standbau

### Konventioneller Standbau
Messestände werden nur dann konventionell gebaut, wenn modulare Systeme für sehr individuelle Lösungen zu wenig Gestaltungsfreiheit bieten. So entstehen aus Holz, Kunststoff, Metall und anderen Materialien sehr eigenständig wirkende Bauten. In der Regel sind konventionell gebaute Messestände aufwendiger.

### Systembau

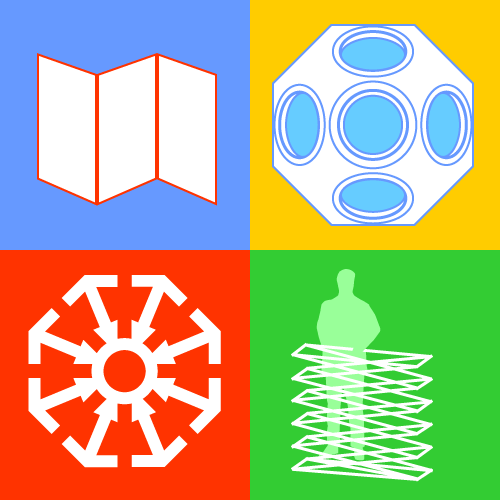
Typische Messebausysteme: Leichtbauplatten, Verbindungsknoten, Querschnitt durch ein Stützprofil, transportables Präsentationssystem

Die meisten Messestände werden aus vorgefertigten Modulen zusammengesetzt. Sie bieten so viele Variationsmöglichkeiten, dass auch in den Grenzen der jeweiligen Systeme individuelle Gestaltungen möglich sind.
In der Vielzahl der angebotenen Systeme lassen sich vier Grundprinzipien erkennen.

#### Das Stützprofil
Die tragenden Elemente sind senkrechte Stützprofile, die meist aus Aluminium hergestellt werden. Bei einigen System werden waagerechte Zargen mit Spannschlössern und Wandplatten eingehängt. Andere Systeme nutzen Verbindungselemente zum einklicken und zusätzliche Metall-Sicherungen zur Stabilitätssicherung. Sie kommen ohne waagerechte Zargen aus. Die Profile sind nach acht oder vier Seiten hin offenen und ermöglichen, in Abhängigkeit von der Bauweise, Abgänge im 180°-, 90°- und 45°-Winkel. Mit gebogenen Zargen und biegsamen Wandplatten lassen sich bei einigen Systemen auch runde Räume errichten.
Der Querschnitt des Octanorm-Profils ist im linken unteren Viertel der Illustration dargestellt. Ein System ohne waagerechte Zargen wird unter dem Namen clickwand von der Firma carpe event productions angeboten.

#### Der Knoten
Kernstücke dieses Systems sind Knoten mit 18 Anschlussmöglichkeiten für Stäbe und Stützen. Die Knoten ermöglichen Diagonalen nicht nur in der Fläche, sondern auch in den Raum hinein. Dadurch lassen sich gut versteifte Fachwerke errichten, auch ungewöhnliche Formen sind möglich.
Dieses System wird unter dem Namen M12 von der Firma MERO-TSK angeboten.

#### Die Leichtbauplatte
Tragende Elemente des Systems Leichtbauplatte sind die Wandplatten selbst. Sie werden mit Klemm- oder Klickverbindungen oder Knoten im 180°-, 90°- oder 45°-Winkel zusammengesteckt. Der Urtyp dieses Systems heißt Leitner 1.

#### Standbau mit Traversen-Systemen
Neben vorgefertigten Modulen können Messestände auch aus einzelnen Traversenteilstücken zusammengesetzt werden. Dies hat den Vorteil, dass dieselben Bauteile für jede erdenkliche Form eines Messestandes genutzt werden können. Gleichzeitig ist es möglich, aus Traversen, welche nicht für den Messebau verwendet wurden, Konstruktionen wie Messemöbel und Sitzlandschaften zu errichten. Die Errichtung eines Messestands mit Traversen-Systemen kann dabei in der Regel vom Messepersonal selbst durchgeführt werden. Dank genormter, passgenauer Fertigung können solche Traversenkonstruktionen zudem beliebig oft neu und verändert zusammengebaut werden.

### Bodenbelag
Hier gibt es sehr viele Möglichkeiten, diese reichen von Holzböden über Teppiche, Vinylböden bis hin zu Kunststoffbodenplatten. Letztendlich können fast alle Bodenbeläge, welche auch im privaten und gewerblichen Bereich genutzt werden, für Messestände eingesetzt werden. Durch den Einsatz einer Unterbodenkonstruktion (sog. Doppelböden) können auch Anschlüsse oder Kabel unter dem Bodenbelag verlegt werden. Rechtlich wird eine Rutschhemmung von den Veranstaltern verlangt, welche mit der Ausprägung „DS“ nach DIN EN 13893:2003 oder mindestens R9 nach DIN 51130 nachzuweisen ist. Zudem müssen Bodenbeläge auch eine Brandschutzzertifzierung nach DIN EN 13501-1 mit schwerentflammbar (ab Cfl-s1; früher B1) bestehen.
Für Doppelböden gibt es viele unterschiedliche Systeme. Sie werden aus Holzkonstruktionen individuell auf die Standgröße gefertigt. Modulare Systeme aus unterschiedlichen Materialien sind wiederverwendbar, allerdings auf Standardgrößen und -formen für Messestände begrenzt. Im Außenbereich platzierte Messestände, wie ein Faltzelt oder ähnliches, werden häufig mit einem rutschfesten Boden aus Kunststoffplatten auszustatten, welcher nicht die Standgrenzen verlässt, aber dennoch den gesamten Innenraum des Standes ausfüllt.
Der sichtbare Bodenbelag wird entweder direkt auf den Hallenboden oder auf den Doppelboden aufgebracht. Hier eignen sich besonders schnell zu verlegende Materialien wie Teppich, CV-Boden und Laminat. Breite Standarddesign stehen in Kollektionen der Hersteller zur Verfügung. Ausgefallenere Stände verwenden individualisierte Böden, welche im Digitaldruck erstellt werden. Hier sind Teppiche und Fotoböden (digital bedruckte CV-Böden) die häufigsten Bodenbeläge. Teppiche haben den Nachteil, dass sie leicht verschmutzen und durch die faserige Struktur nicht brillant bedruckbar sind, Fotoböden werden mittlerweile fotorealistisch in LFP-Druckverfahren hergestellt. Individuelle Bodenbeläge können als Werbefläche in das Standdesign zur Steigerung der Sichtbarkeit, und damit der Besucherfrequenz, integriert werden.

### Beleuchtung
Ein im Messebau oft unterschätzter Faktor ist die richtige Beleuchtung des eigenen Messestandes. Bei der Erstellung eines professionellen Lichtkonzeptes für den Messebau unterscheidet man dabei zwischen der Beleuchtung von Oberflächen, Personen, Objekten, reiner Dekorationsbeleuchtung, sowie Display- und Hintergrundbeleuchtung.
Mit Hilfe von Displayleuchten können Werbebotschaften und Banner gezielt hervorgehoben werden. Effektlichter wie MovingHeads oder Fluter mit Farbfolien illuminieren den Messestand und bieten die Möglichkeit beweglicher Ausleuchtung. Rednerpulte, Produkte oder andere Ausstellungsstücke können mittels Punktbeleuchtung ausgeleuchtet werden. Dazu benötigt man sogenannte Profiler bzw. PAR-Scheinwerfer. Fluter, Stufenlinsen oder PC Scheinwerfern sorgen – am Boden oder am Messestand selbst befestigt – für eine gleichmäßige Flächenbeleuchtung.

#### Koffer-Displays
Es gibt eine Vielzahl von mobilen Messesystemen, die entweder falt-, steck- oder verschraubbar sind, die sich von einer Person transportieren lassen, schnell aufzubauen sind und eine halbwegs seriöse Präsentation ermöglichen. Solche Displays gehören nicht zu den Messebausystemen im eigentlichen Sinne, sondern sollen Messebau vermeiden. Mit ihnen kann man in einen kleinen Standardstand ohne großen Aufwand eine Wand oder mehrere Wände mit plakativen Gestaltungselementen errichten und so in professionellem Ambiente vortragen, beraten und verhandeln.

## Briefing für den Messebau
Ein Briefing ist eine Checkliste zu den wichtigsten Fragen, die vor der Messeteilnahme beantwortet sein müssen. Ohne diese Informationen können Messebauer nicht sinnvoll einen Messestand entwerfen und Aussteller nicht sinnvoll ihre Teilnahme planen. Die Stichpunkte des Briefings bieten auch für Laien eine gute Übersicht.
Marketing
- grundlegende Fakten zum Aussteller (Profit/Nonprofit, Branche, Marktposition, Umsatz, Mitarbeiteranzahl usw.)
- Unternehmensziele
- Was soll mit der Messeteilnahme erreicht werden?
- Welche Neuheiten/Produkte sollen präsentiert werden?
- Definition der Zielgruppe des Unternehmens und der Messebesucher
- Welche Wettbewerber nehmen an der Messe teil?
- Kommunikationsmaßnahmen der wichtigsten Wettbewerber
- kritische Dokumentation vorausgegangener Messeauftritte

Messedaten
- Name der Messe, Ort und Datum
- Position der Halle im Messegelände und Beschreibung der Standlage
- Standnummer
- Standgröße
- Standart
- geöffnete Eingänge zur Messe und zur Messehalle
- Parkplatzangebot und Parktarife
- Erfassung der Besucherströme
- Platzierung der Mitbewerber
- Standbauhinweise des Messeveranstalters
- Auf- und Abbauzeiten
- Anzahl des Standpersonals, Standleitung
- Lichtverhältnisse, Versorgungsleitungen, bauliche Besonderheiten in der Messehalle
- Soll der Messestand einmal oder mehrmals verwendet werden?
- Bedarf an Mobiliar und Ausstattung
- Funktionale Anforderungen wie z. B. separate Räumlichkeiten für Besprechungen, Lager, Küche o. Ä.

Exponate und Aktionen
- Auflistung der Exponate und deren Beschreibung
- Welche Exponate sollen in Aktion vorgeführt werden?
- Darstellung der Aktionen auf dem Messestand
- Einsatz audiovisueller Medien
- Sonderveranstaltungen wie Pressekonferenzen, Kundenevents, Führungen für spezielle Gruppen oder Kick-Off-Veranstaltungen

Corporate Identity
- Unternehmensbotschaft (Leitspruch?)
- Corporate Design (Farben, Schriften, Signet usw.)
- Motto des Messeauftritts
- Tritt das Unternehmen während der Messe auch außerhalb des Messestandes auf? (Werbung, Teilnahme an Veranstaltungen etc.)

Budget
- Messebudget
- Standbaubudget